# 27-es főút
27-es főút (ungarisch für ‚Hauptstraße 27‘) ist eine ungarische Hauptstraße im Tal des Bódva.

## Verlauf
Die Straße beginnt in Sajószentpéter an der Landesstraße 26 und führt in nördliche Richtung bis zur slowakischen Grenze bei Tornanádaska. Von der Grenze besteht eine Verbindung zur slowakischen Landesstraße 50.
Die Gesamtlänge der Straße beträgt 54,6 Kilometer.

## Geschichte
Die Straße wurde in den 1930er Jahren gebaut.